# Mężczyzna imieniem Otto
Mężczyzna imieniem Otto (ang. A Man Called Otto) – amerykańsko-szwedzki komediodramat z 2022 roku w reżyserii Marca Forstera z Tomem Hanksem w roli głównej. Adaptacja powieści Fredrika Backmana, będąca hollywoodzką wersją szwedzkiego komediodramatu Mężczyzna imieniem Ove (2015) Hannesa Holma. Zdjęcia kręcono w Toledo i Brecksville (Ohio) oraz w Pittsburghu (Pensylwania).

## Fabuła
Film opowiada historię Otto Andersona, który po stracie ukochanej żony chce popełnić samobójstwo. Jego życie zmienia się diametralnie, gdy do pobliskiego domu wprowadza się młoda rodzina. Między sąsiadami powoli rodzi się przyjaźń.

## Obsada
- Tom Hanks – Otto Anderson
- Mariana Treviño – Marisol
- Cameron Britton – Jimmy
- Rachel Keller – Sonya
- Manuel Garcia-Rulfo – Tommy